# Clidemia heptamera
Clidemia heptamera är en tvåhjärtbladig växtart som beskrevs av John Julius Wurdack. Clidemia heptamera ingår i släktet Clidemia och familjen Melastomataceae. Inga underarter finns listade i Catalogue of Life.